# Читтенден (округ, Вермонт)
44°28′32″ пн. ш. 73°07′38″ зх. д. / 44.475681° пн. ш. 73.127274° зх. д.
Округ  Читтенден (англ. Chittenden County) — округ (графство) у штаті  Вермонт, США. Ідентифікатор округу 50007.

## Історія
Округ утворений 1787 року.

## Демографія
За даними перепису 2000 року загальне населення округу становило 146571 осіб, зокрема міського населення було 105365, а сільського — 41206. Серед мешканців округу чоловіків було 71447, а жінок — 75124. В окрузі було 56452 домогосподарства, 35168 родин, які мешкали в 58864 будинках. Середній розмір родини становив 3,02.
Віковий розподіл населення поданий у таблиці:
| Стать    | До 15 років | 15-21 | 22-29 | 30-39 | 40-49 | 50-65 | 65-85 | Понад 85 |
| -------- | ----------- | ----- | ----- | ----- | ----- | ----- | ----- | -------- |
| Чоловіки | 14703       | 8982  | 8547  | 11595 | 11955 | 10169 | 4999  | 497      |
| Жінки    | 13989       | 9378  | 8417  | 12023 | 12421 | 10612 | 6941  | 1343     |

## Суміжні округи
- Франклін — північ
- Ламойлл — північний схід
- Вашингтон — південний схід
- Еддісон — південь
- Ессекс, Нью-Йорк — захід
- Клінтон, Нью-Йорк — північний захід
- Ґранд-Айл — північний захід

## Виноски
1. ↑  U.S. Decennial Census. United States Census Bureau. Архів оригіналу за 26 квітня 2015. Процитовано 28 червня 2015.
2. ↑  Historical Census Browser. University of Virginia Library. Архів оригіналу за 11 серпня 2012. Процитовано 28 червня 2015.
3. ↑  Forstall, Richard L., ред. (27 березня 1995). Population of Counties by Decennial Census: 1900 to 1990. United States Census Bureau. Процитовано 28 червня 2015.
4. ↑  Census 2000 PHC-T-4. Ranking Tables for Counties: 1990 and 2000 (PDF). United States Census Bureau. 2 квітня 2001. Процитовано 28 червня 2015.
5. ↑  State & County QuickFacts. United States Census Bureau. Архів оригіналу за 8 липня 2011. Процитовано 30 грудня 2013.(англ.) Наведено за англійською вікіпедією.
6. ↑  American FactFinder. Бюро перепису населення США. Архів оригіналу за 26 лютого 2012. Процитовано 31 січня 2008. [Архівовано 2008-05-21 у Wayback Machine.]

| США | Це незавершена стаття з географії США. Ви можете допомогти проєкту, виправивши або дописавши її. |